# Siribala
Siribala is een gemeente (commune) in de regio Ségou in Mali. De gemeente telt 37.800 inwoners (2009).
De gemeente bestaat uit de volgende plaatsen:
- Ballabougou
- Bôh
- Chobougou
- Choualani
- Dongaly
- Fièbougou
- Hèrèmakono Coura
- Kalasolibougou
- Kanabougou
- Kanto Wèrè
- Laminibougou
- M'Bêwala
- Massala
- Minimana
- Nadani
- Séribabougou
- Siribala-Coro
- Siribala Coura
- Toumakoro